# آبراهام آنگیوراتسی

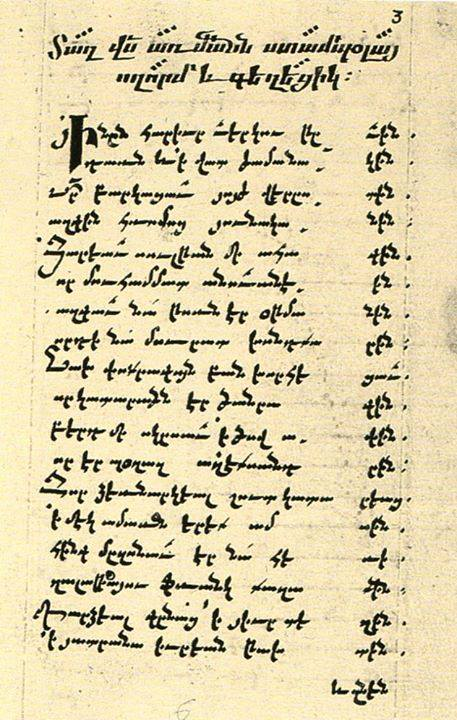

آبراهام آنگیوراتسی (به ارمنی: Աբրահամ Անկյուրացի) شاعر ارمنی است که از تاریخ تولد و وفات و نحوهٔ زندگی وی اطلاع دقیقی در دست نیست. همینقدر معلوم است که وی در نیمه‌های سده پانزدهم میلادی می‌زیسته و شاهد تسخیر کنستانتینوپول بدست ترکان عثمانی بوده‌است. اشعار این شاعر عمدتاً دارای مضامین مذهبی و گاه تاریخی است.